# サンフレ
サンフレ（伊: Sanfrè）は、イタリア共和国ピエモンテ州クーネオ県にある、人口約3,000人の基礎自治体（コムーネ）。

## 地理

### 位置・広がり
| 隣接するコムーネは以下の通り。 - ブラ - カヴァッレルマッジョーレ - ポカパーリア - ソンマリーヴァ・デル・ボスコ - ソンマリーヴァ・ペルノ |

#### 地震分類
イタリアの地震リスク階級 (it) では、3 に分類される
。